# Stephanie Visscher
Stephanie Visscher, född den 16 oktober 1999 i Luleå, är en svensk basketspelare som spelar för det spanska basketlaget Hozono Global Jairis.

## Biografi
Stephanie Visscher har tidigare spelat för Uppsala och Michigan State Spartans innan hon 2024 började spela för det spanska laget Hozono Global Jairis. Hon har även representerat det svenska landslaget där hon debuterade 2021.